# 西迪邁茲吉舍
36°41′N 6°43′E / 36.683°N 6.717°E
西迪邁茲吉舍（阿拉伯语：‎），是阿爾及利亞的城鎮，位於該國東北部，由斯基克達省負責管轄，是西迪邁茲吉舍區的首府，面積94平方公里，2008年人口为25,593人，人口密度每平方公里272人。